# Jacques d'Aumale
Armand-Marie-Jacques d'Aumale (1886-1979) est un diplomate français.

## Famille
Le comte Jacques d'Aumale est membre de la Famille d'Aumale. Il est le fils cadet d'Ernest, comte d'Aumale, sans lien de parenté avec son contemporain Henri d'Orléans (1822-1897), duc d'Aumale. Il épouse Elisabeth Le Bon de la Pointe. Son fils, Christian d'Aumale (1918-2012) a lui même été diplomate.

## Carrière
Jacques d'Aumale effectue principalement sa carrière dans la diplomatie française en Orient. Il représente la France au Caire de 1919 à 1927. Il est consul général de Jérusalem à partir du 20 octobre 1928 jusqu'en 1937. Il a aussi été en poste en Transjordanie.

## Costumes
Jacques d'Aumale a constitué au cours de sa carrière et de ses différentes affectations une collection de costumes et vêtements d'Europe, d'Afrique du nord, du Levant et d'Asie. En 1989, Jean Guiart acquiert la collection pour le Muséum national d'Histoire naturelle.